# 潘丽萍
潘丽萍（1959年12月9日—），新加坡華裔政治人物，残障人士权利活动家。现任惹兰勿刹市镇理事会副主席（与司徒宇斌）、中区社区发展理事会市长。
此外，潘丽萍还是自闭症资源中心主席、新光学校联合创办人。现代表人民行动党出任新加坡国会惹兰勿刹集选区（前摩棉-加冷集选区）议员，任内主要为残障人士及特殊需求社群提供发展计划。兼任国会教育及社会家庭发展委员会委员。

## 早年
潘丽萍毕业于博理女子学校、莱佛士女子中学和华中初级学院，大学期间就读于新加坡国立大学，获英语文学士学位，后负笈美国金门大学。之后20年在惠普及吴德南集团担任管理。成立了地方领导力培训机构有效领导中心（Centre of Effective Ladership）。

## 志愿工作
潘丽萍之子3岁时确诊自闭症。在咨询专业人士及做研究的时候，潘丽萍觉得自己可以帮助其他自闭儿童。随后成立慈善机构WeCAN，为自闭儿童照顾者提供帮助，兼为学龄前自病症提供早期干预课程。
2005年，潘丽萍离开商场，转任全职特殊需求志愿者。她与合伙人将有效领导中心卖给了万宝盛华子公司Right Management。其后担任自闭症资源中心主席，经常就特殊需求社群的问题投书报社及政府部门。她是三个五年《促残融入社会总体规划》的总设计师。
潘丽萍是新加坡第一所自闭儿童特殊教育学校新光学校的联合创办人兼前临时校长。学校提供主流学校课程，兼为学生教授生活技能。潘丽萍亲自制定课程，帮助自闭儿童发挥潜能，及早融入社会。其中包括用学生自行打理的咖啡厅进行就业技能培训、开展专业职业教育，安排学生与主流学校同学一起上卫星班。四年间，学校入学率提升十倍，媒体纷纷关注学校为学生带来的影响。
与此同时，潘丽萍还负责管理自闭症资源中心和自病症协会两个组织，以及新光学校及伊甸学校。

## 政治生涯
2004年，潘丽萍加入人民行动党惹兰勿刹党部。次年，获任民情联系监督小组委员，率领政府民情联系组。2006年新加坡大选中，代表人民行动党出任惹兰勿刹集选区候选人，对阵新加坡民主联盟。竞选活动上，潘丽萍承诺把新加坡打造成更加包容残障人士及特殊需求社群的社会。最终，人民行动党以69.26%的得票率获胜。
2006年7月，人民行动党成立工作小组，由潘丽萍率领，探索改善残疾和特殊需要儿童经济保障的举措。同时率领一个委员会制定五年计划，向特殊需求热痛提供服务。人民行动党政府参照他们的建议，实施其中一些办法，包括成立国家级非营利机构特需信托机构、起草法律禁止虐待心理障碍人士、允许家长指定其他人在身故后照顾特殊需求儿童。

### 中区市长
2014年，潘丽萍获任命为中区社区发展理事会市长，任期三年，2017年连任。任职期间，潘丽萍发起多项满足区内居民的计划，包括50多个社区计划，帮助居民提升生活质量、建设公益区。措施包括：
- 培育计划，为期40周，帮助自信、自主学习者改善沟通和解决问题的能力[26]；
- 寻找目标系列座谈会，鼓励居民寻找更为宏大的生活目标[27]
- 银发族之友，让志愿者及合作伙伴通过一系列计划照顾长者的项目[28]
- 紫色交响乐团，新加坡最大的包容性管弦乐团，由正常及非正常群体音乐人组成[29]。